# Маріана Дреджеску
Марія Ана Аурелія (Маріана) Дреджеску (рум. Marie Ana Aurelia (Mariana) Drăgescu; 7 вересня 1912, Крайова — 24 березня 2013, Бухарест) — румунська льотчиця часів Другої світової війни, військовослужбовець Білої ескадрильї — підрозділу, що відповідав за перевезення поранених. Була останньою живою льотчицею цієї Ескадрильї. Хоча в багатьох країнах пілотами могли бути і жінки, тільки Румунія дозволяла своїм льотчицям виконувати завдання, пов'язані з доставкою поранених.

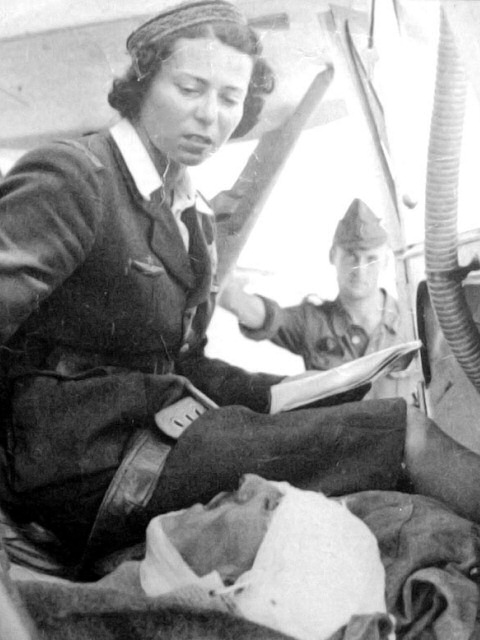
Маріана Дреджеску перед вильотом (1942).

Маріана стала пілотом у віці 23 років, що для тих часів було дивовижним досягненням. У ескадрилью вона вступила в 1938 році незадовго до війни разом з чотирма подругами: Вірджинією Дуцеску, Надею Руссо, Мариною Стирбей і Іриною Бурною. Брала участь в операціях румунських військ під Одесою і Сталінградом, в 1944-1945 роках вже в складі союзної армії на боці Антигітлерівської коаліції воювала в складі сполучної ланки. У повоєнні роки після приходу до влади Комуністичної партії була забута через співпрацю з гітлерівцями, однак після повалення режиму Чаушеску знову привернула до себе увагу.

## Нагороди
- Орден «Доблесний авіатор», 2 золоті хрести (27 вересня 1941 і 1944)
- Орден Заслуг німецького орла 3-го класу (1942)
- Хрест королеви Марії 3-го класу (1943)
- Орден Зірки Румунії, кавалерський хрест (16 жовтня 2003)
- Відзнака «Честь румунської армії» із знаками миру (7 вересня 2012)